# U-87号潜艇 (1916年)
陛下之87号潜艇是德意志帝国海军建造的一艘中型潜艇或称U艇。它由但泽的帝国船厂承建，于1916年5月22日下水，至1917年2月26日交付使用。U-87号是在第一次世界大战期间服役的329艘德国潜艇之一，曾参加过大西洋潜艇战。在其五次巡逻中，共击沉22艘协约国或中立国商船，容积总吨为59828吨。1917年12月25日，U-87号在爱尔兰海遭到英国单桅战船毛茛号撞击，然后被另一艘巡逻艇PC56号投掷深水炸弹击沉。艇内44名官兵全数阵亡。

## 设计
第一次世界大战爆发后，为了满足潜艇破交战的作战需求，德意志帝国海军潜艇局（U-Boot-Inspektion）在U-43号（战时动员型）的基础上，研发出了一种技术上更为成熟的中型双壳体远洋潜艇。其排水量适中、性能均衡，非常适合北海和英国周边海域的作战环境。海军为此共计批出34艘订单，战术编号使用U-81至U-114号。实战证明，这一系列的潜艇具有出色的航海能力和稳定的耐用性，它们的许多布置也对后世IX級潛艇和国外一些潜艇的设计产生了影响。
U-87号是由但泽帝国船厂承建的U-87至U-92号批次的首艇。与基尔生产的批次（U-81至U-86号）相比，其排水量、尺寸、吃水和航速均有所缩减，但在续航里程、鱼雷载弹量和船员编制等方面则略为提高。该艇的水上和水下排水量分别为757吨和998吨。其全长65.80米；舷宽6.20米，当中的耐压壳体宽为4.18米；有3.88米的吃水深度。艇只搭载有可在水上使用的两台猛狮六缸四冲程柴油发动机，总功率为2,400匹公制馬力（1,765千瓦特）；以及可在水下使用的西门子-舒克特双电动发电机，总功率为1,200匹公制馬力（883千瓦特）。这些发动机用以驱动双轴、每根轴各一个的直径1.66米长螺旋桨。它的潜航深度为50米。
U-87号在水上的最高速度达15.6節（28.9每小時），在水下的最高航速则为8.6節（15.9每小時）。它可以8節（15每小時）的速度在水上巡航11,380海里（21,080），或以5節（9.3每小時）的速度在水下巡航56海里（104）。该艇装备了四具直径为500毫米的鱼雷发射管，其中艏、艉各两具，并可携带16枚鱼雷；作为辅助武器的甲板炮则是一门88毫米30倍径速射炮和一门105毫米45倍径速射炮。其标准船员编制为4名军官及32名水兵。

## 历史
U-87号是由德意志帝国海军作为F项战时订单（Kriegsauftrag F）的一部分，于1915年6月23日向但泽的帝国船厂订购，建造编号为31。艇只于1916年5月22日下水，至1917年2月26日在首任艇长、海军上尉鲁道夫·施奈德的指挥下正式交付使用。在施奈德之后，弗赖赫尔·鲁道夫·冯·施佩特-许尔茨堡上尉（1917年10月13日－12月25日）也曾担任过该艇指挥官。完成海试后，U-87号自1917年4月下旬起被编入分驻埃姆登和威廉港的第三潜艇区舰队服役，并在短暂的役期内一直隶属于该部队。
第一次世界大战期间，U-87号在北大西洋东部的不列颠岛周边海域完成了五次巡逻；共击沉22艘（59828总吨）、击伤2艘（7638总吨）协约国或中立国商船。被U-87号击沉的最大型船舶是容积总吨为6182吨英国货轮京都号（Kioto）；它在从纽约驶往曼彻斯特的途中，于1917年7月11日在法斯耐特岩西南约20海里（37）处被U-87号发射的鱼雷击沉。载重6687总吨的法国轮船密西西比号（Mississipi）甚至更大，但它于1917年6月2日在布雷斯特以西遭到鱼雷袭击时仅仅受损。
U-87号的首任艇长施奈德上尉于1917年10月13日在一次巡逻中溺水身亡，当时他在暴风雨天气中被涌浪卷入大海。尽管其船员奋力将其拉回艇上，但为时已晚，所有心肺复苏措施都以失败告终。施奈德遗体随后在设得兰群岛和挪威之间的海上被执行海葬。
1917年12月25日，U-87号在爱尔兰海袭击了一支敌方护航船队。这艘潜艇被英国海军单桅战船毛茛号所发现，并设法进行了撞击。然而，遭到严重撞击的U-87号仍然能够潜入水中。不久之后，英国巡逻艇PC56号也抵达现场，它投下了两枚深水炸弹。爆炸将潜艇抬出水面，PC56号进而开火并再度实施撞击。潜艇就此断裂，艇艏在水面上漂浮了大约十分钟，期间其内部结构清晰可见。U-87号大致在52°56′N 5°7′W / 52.933°N 5.117°W的方位沉没，艇内44名官兵全数阵亡。
2017年8月，威尔士班戈大学的研究人员宣布，作为海洋可再生能源SEACAMS 2项目的一部分，他们在巴德西岛西北10英里（16）处进行多波束探测时发现了U-87号残骸。详细的声纳图像显示，这艘潜艇的残骸是完整的，惟司令塔附近似乎有大面积受损，可能是由护航巡逻艇PC56号撞击造成。

## 袭击历史摘要
| 日期           | 船名              | 船籍   | 吨位 （容积总吨） | 结局 |
| -------------- | ----------------- | ------ | ----------------- | ---- |
| 1917年5月23日  | 贝尔尼瑟号        | 荷蘭   | 951               | 击伤 |
| 1917年5月23日  | 埃尔韦号          | 荷蘭   | 962               | 击沉 |
| 1917年5月26日  | 卢西帕拉号        | 俄罗斯 | 1943              | 击沉 |
| 1917年5月26日  | 圣米伦号          | 英国   | 1956              | 击沉 |
| 1917年5月30日  | 巴瑟斯特号        | 英国   | 2821              | 击沉 |
| 1917年5月30日  | 汉利号            | 英国   | 3331              | 击沉 |
| 1917年6月2日   | 埃利奥菲洛号      | 意大利 | 3583              | 击沉 |
| 1917年6月2日   | 密西西比号        | 法國   | 6687              | 击伤 |
| 1917年7月4日   | 卡特琳湖号        | 英国   | 151               | 击沉 |
| 1917年7月8日   | 瓦莱塔号          | 英国   | 5871              | 击沉 |
| 1917年7月10日  | 双春号            | 英国   | 5807              | 击沉 |
| 1917年7月11日  | 京都号            | 英国   | 6182              | 击沉 |
| 1917年7月12日  | 卡斯尔顿号        | 英国   | 2395              | 击沉 |
| 1917年7月16日  | 塔梅莱号          | 英国   | 3932              | 击沉 |
| 1917年7月19日  | 阿尔滕西斯号      | 挪威   | 1788              | 击沉 |
| 1917年7月21日  | 科尼斯顿湖号      | 英国   | 3738              | 击沉 |
| 1917年8月19日  | 艾卡二号          | 挪威   | 1268              | 击沉 |
| 1917年8月21日  | 奥斯陆号          | 英国   | 2296              | 击沉 |
| 1917年8月22日  | 亚历山大·舒科夫号 | 丹麦   | 1652              | 击沉 |
| 1917年8月27日  | 安娜号            | 丹麦   | 1211              | 击沉 |
| 1917年8月27日  | 奥罗拉号          | 丹麦   | 768               | 击沉 |
| 1917年12月13日 | 小宝石号          | 英国   | 114               | 击沉 |
| 1917年12月24日 | 破晓号            | 英国   | 3238              | 击沉 |
| 1917年12月25日 | 阿格贝里号        | 英国   | 4821              | 击沉 |

## 脚注
1. 1 2  Helgason, Guðmundur. . German and Austrian U-boats of World War I - Kaiserliche Marine - Uboat.net.   [2015-01-21].
2. 1 2 3  Gröner 1991，第12–14頁.
3. 1 2 3  Helgason, Guðmundur. . German and Austrian U-boats of World War I - Kaiserliche Marine - Uboat.net.   [2015-01-21].
4. 1 2  Helgason, Guðmundur. . German and Austrian U-boats of World War I - Kaiserliche Marine - Uboat.net.   [2015-01-21].
5. ↑  陈进，第71頁.
6. ↑  Herzog，第50頁.
7. ↑  Helgason, Guðmundur. . German and Austrian U-boats of World War I - Kaiserliche Marine - Uboat.net.   [2015-01-21].
8. ↑  Herzog，第48頁.
9. ↑  Herzog，第139頁.
10. ↑  Herzog，第123頁.
11. ↑  Herzog，第68頁.
12. ↑  Helgason, Guðmundur. . German and Austrian U-boats of World War I - Kaiserliche Marine - Uboat.net.   [2021-11-22].
13. ↑  Helgason, Guðmundur. . German and Austrian U-boats of World War I - Kaiserliche Marine - Uboat.net.   [2021-11-22].
14. ↑  . weltkriegsopfer.de. 2019-05-11.[]
15. ↑  Herzog，第90頁.
16. ↑  Kemp，第41頁.
17. ↑  . RCAHMW.   [2021-11-22]. （原始内容存档于2021-11-22）.
18. ↑  . BBC News. 2018-10-07  [2021-11-22]. （原始内容存档于2021-11-22）.
19. ↑  Helgason, Guðmundur. . German and Austrian U-boats of World War I - Kaiserliche Marine - Uboat.net.   [2015-01-21].